# Ziemlich beste Freunde
Ziemlich beste Freunde (Originaltitel: Intouchables, französisch für Die Unberührbaren) ist eine französische Tragikomödie der Regisseure Olivier Nakache und Éric Toledano aus dem Jahr 2011. Inspiriert wurde sie durch die 2001 erschienene Autobiografie Le second souffle des ehemaligen Pommery-Geschäftsführers Philippe Pozzo di Borgo, der im Juni 1993 beim Paragleiten abstürzte und danach bis zu seinem Tod im Juni 2023 Tetraplegiker war. Ziemlich beste Freunde erzählt lose von der Freundschaft zwischen ihm und seinem neuen Pflegehelfer, der mit seiner unkonventionellen Art dem wohlhabenden, aber isoliert lebenden Philippe neuen Lebensmut gibt.
Der Spielfilm mit François Cluzet und Omar Sy in den Hauptrollen wurde unter anderem in Paris, Seine-Saint-Denis, Savoie und im Seebad Cabourg am Ärmelkanal gedreht. In Frankreich avancierte er nach seiner Veröffentlichung im November 2011 mit über 19,2 Millionen Zuschauern zur erfolgreichsten inländischen Produktion des Jahres. Das weltweite Einspielergebnis betrug über 426 Millionen US-Dollar.
Kritiker lobten einvernehmlich sowohl das Spiel der beiden Hauptdarsteller als auch die tragikomische Inszenierung. Bei der 37. César-Verleihung im Februar 2012 ging Ziemlich beste Freunde mit neun Nominierungen ins Rennen, und Omar Sy gewann die Auszeichnung als Bester Hauptdarsteller. Überdies wurde der Film für einen Golden Globe als Bester fremdsprachiger Film sowie den BAFTA Award in der Sparte Bester nicht-englischsprachiger Film nominiert. Zudem wurde er als offizieller Beitrag Frankreichs für eine Oscar-Nominierung in der Kategorie Bester fremdsprachiger Film ausgewählt.

## Handlung
In einer Vorausblende liefert sich die Hauptfigur Driss, der senegalesische Fahrer, mit dem gelähmten Franzosen Philippe auf dem Beifahrersitz eine Verfolgungsjagd mit der Polizei durch das nächtliche Paris. Driss wettet mit Philippe, in ihrem Maserati Quattroporte V GTS den Polizisten zu entkommen, doch diesen gelingt es bald, den Wagen zu stoppen. Driss wird rabiat aus dem Wagen gezerrt, doch mit Hilfe eines vorgetäuschten epileptischen Anfalls von Philippe und der Erklärung von Driss, dass dies der Grund für die Raserei gewesen sei, können beide einer Strafe entgehen; sie werden sogar im Eiltempo von den Polizeifahrzeugen zum nächstgelegenen Krankenhaus eskortiert.
Anschließend beginnt der eigentliche Handlungsstrang mit dem Kennenlernen von Philippe und Driss. Der vermögende Philippe ist seit einem Absturz mit dem Paragleiter vom dritten Halswirbelkörper an abwärts gelähmt und sucht eine neue Pflegekraft. Driss, der gerade eine sechsmonatige Haft wegen eines Raubüberfalls abgesessen hat, bewirbt sich der Form halber um die Stelle. Er ist sicher, dass er eine Absage erhalten wird. Er braucht jedoch eine Unterschrift als Bestätigung für das Arbeitsamt, um von dort Unterstützung zu erhalten. Philippe zeigt sich aber von Driss beeindruckt, weil dieser kein Mitleid mit ihm hat und sich über seine körperliche Behinderung amüsiert. Am Abend des Vorstellungsgespräches kehrt Driss nach seinem Gefängnisaufenthalt wieder nach Hause zurück. Er wohnt bei seiner Tante, die auch seine Ziehmutter ist, und deren anderen Kindern, die von mehreren Männern stammen. Am Abend eskaliert ein Konflikt zwischen ihm und seiner Tante, sodass er von ihr aus der Wohnung geworfen und ihm mitgeteilt wird, dass er dort nun unerwünscht sei. Ohne eine Aussicht auf eine feste Bleibe verbringt Driss die Nacht auf der Straße in Paris. Driss erhält zu seiner Überraschung am nächsten Tag die Arbeitsstelle auf Probe. Philippe ist verwitwet, hat eine Adoptivtochter und lebt mit etlichen Hausangestellten in einem Palais im Stadtteil Saint-Germain-des-Prés.
Philippe erfährt über seinen langjährigen Freund von Driss’ krimineller Vergangenheit, was ihn aber nicht besorgt, solange dieser seine Arbeit ordentlich ausführt. Trotzdem sorgt sich das nähere Umfeld von Philippe um ihn. Er führt Driss an die klassische Musik und die Malerei heran. Driss nötigt Philippe, seine Brieffreundin Éléonore in Dünkirchen anzurufen und ihr ein Foto von sich zu schicken. Ein Treffen kommt jedoch nicht zustande, da Philippe kurz vor der vereinbarten Uhrzeit Angst bekommt und das Lokal verlässt. Beim Hinausgehen verpassen sich die beiden. Philippe, mit sich selbst unzufrieden, ruft daraufhin Driss an und verlässt mit ihm Paris in einem Privatjet. Im Flugzeug offenbart Philippe ihm, dass er für ein von Driss gemaltes Gemälde 11.000 Euro erhalten hat, und übergibt ihm das Geld. Philippes Ziel dieser kurzfristigen Reise ist, zusammen mit Driss Gleitschirm zu fliegen, und so steht der Senegalese plötzlich angstvoll vor seinem ersten Tandemflug.
Driss hat Probleme mit seiner Familie und verlässt Philippe nach einigen Monaten, als sein Cousin Adama in der Villa auftaucht. Dieser ist in kriminelle Machenschaften verwickelt. Die Trennung fällt Philippe und ihm sichtlich schwer. Driss kehrt zu seiner Familie zurück und nimmt eine Stelle als Kurierfahrer an.
Ersatzweise stellt Philippe mehrere Pfleger auf Probe ein, doch keiner kann ihn zufriedenstellen und man merkt, dass er die Anwesenheit und die Art von Driss vermisst. Die besorgte Hausdame Yvonne kontaktiert Driss, der noch einmal zurückkommt – und die zu Filmbeginn gezeigte Verfolgungsjagd findet statt. „Und wie geht es jetzt weiter?“, fragt Philippe, als sie vor dem Krankenhaus stehen. Driss fasst einen Entschluss und fährt mit Philippe unter dem Vorwand eines Restaurantbesuchs an die Kanalküste. Dort angekommen, lässt er Philippe allein am Tisch zurück und verspricht, dass dieser nicht allein essen werde. Er hat ein Treffen mit Philippes Brieffreundin Éléonore arrangiert, die kurz darauf erscheint.
Am Ende des Films werden in einer kurzen Einstellung der echte Philippe Pozzo di Borgo und sein Freund Abdel Yasmin Sellou gezeigt.

## Hintergrund
Der Film beruht auf einer wahren Begebenheit und erzählt die Geschichte des ehemaligen Geschäftsführers des Champagnerherstellers Pommery, Philippe Pozzo di Borgo, der zum Tetraplegiker wurde, als er am 27. Juni 1993 beim Paragleiten verunglückte und seitdem vom Hals abwärts querschnittgelähmt war. Damals wohnte er im Pariser Palais Hôtel de Longueuil im 7. Arrondissement und suchte einen Pfleger, der ihn rund um die Uhr versorgen sollte. Dabei fiel Pozzo di Borgo bei den vielen Bewerbern der 21-jährige Algerier Abdel Yasmin Sellou auf, der zuvor aus dem Gefängnis entlassen worden war und die Stelle eigentlich gar nicht haben wollte. Pozzo di Borgo stellte Sellou trotzdem ein, der die nächsten zehn Jahre lang sein Pfleger war. Nachdem 1996 Pozzo di Borgos erste Ehefrau an Krebs gestorben war, fiel der zu diesem Zeitpunkt 45-Jährige in eine Depression und dachte an Selbstmord. Sellou half ihm aus dieser Depression, und beide unternahmen zusammen viele Reisen. Aus der Angestelltenbeziehung entstand eine tiefe Freundschaft. Eine der letzten gemeinsamen Reisen führte sie 2003 nach Marrakesch, wo Pozzo di Borgo seine zweite Ehefrau kennenlernte. Mit ihr und seinen zwei Töchtern lebte er in der Nähe der marokkanischen Hafenstadt Essaouira. 2023 starb er 72-jährig in Marrakesch. Auch Sellou fand in Marokko seine Frau. Der Vater von drei Kindern ist Betreiber einer Geflügelzucht in Algerien.
Die Verfilmung basiert auf der Autobiografie von Pozzo di Borgo, die er 2001 unter dem Titel Le second souffle („Der zweite Atem“) in Frankreich veröffentlichte. Danach folgten viele Anfragen wegen Filmrechten, die er ablehnte. Erst 2010 konnte er von den beiden Regisseuren Olivier Nakache und Éric Toledano überzeugt werden, sein Leben auf die Kinoleinwand bringen zu lassen. Die beiden Regisseure hatten schon seit 2003 mit der Idee gespielt, nachdem sie eine Dokumentation von Mireille Dumas über die besondere Freundschaft zwischen Pozzo di Borgo und Sellou gesehen hatten. Im August 2010 luden sie Pozzo di Borgo zusammen mit den beiden Hauptdarstellern François Cluzet und Omar Sy zu einem Mittagessen nach Essaouira ein. Letztlich willigte Pozzo di Borgo unter der Bedingung ein, dass fünf Prozent der Erlöse an seinen Förderverein für Behinderte, Fédération Simon de Cyrène, gehen und dass eine Filmaufführung in seinem Reha-Zentrum in der Bretagne stattfindet. Bisher wurde auf diesem Weg rund eine Million Euro gespendet.
Das Budget des Kinofilms betrug 9,5 Mio. Euro. Mittlerweile wurden weltweit über 426 Mio. US-Dollar (ca. 321 Mio. Euro) eingenommen, davon allein in Frankreich über 166 Mio. US-Dollar und weitere 79 Mio. US-Dollar in Deutschland.

## Synchronsprecher
Der Film wurde bei der Christa Kistner Synchronproduktion GmbH in Potsdam synchronisiert. Michael Nowka schrieb das Dialogbuch und führte die Dialogregie.
| Rollenname | Schauspieler       | Synchronsprecher   |
| ---------- | ------------------ | ------------------ |
| Phillipe   | François Cluzet    | Frank Röth         |
| Driss      | Omar Sy            | Sascha Rotermund   |
| Magalie    | Audrey Fleurot     | Christin Marquitan |
| Albert     | Christian Ameri    | Freimut Götsch     |
| Antoine    | Grégoire Ostermann | Bodo Wolf          |
| Bastien    | Thomas Solivérès   | Patrick Baehr      |
| Fatou      | Salimata Kamate    | Mariamu Morris     |
| Marcelle   | Clotilde Mollet    | Marianne Groß      |
| Adama      | Cyril Mendi        | Sami El-Sabkhawi   |
| Mina       | Absa Diatou Toure  | Soraya Richter     |
| Yvonne     | Anne Le Ny         | Isabella Grothe    |
| Elisa      | Alba Gaïa Bellugi  | Katharina Ritter   |

## Rezeption

### Veröffentlichung und Erfolg

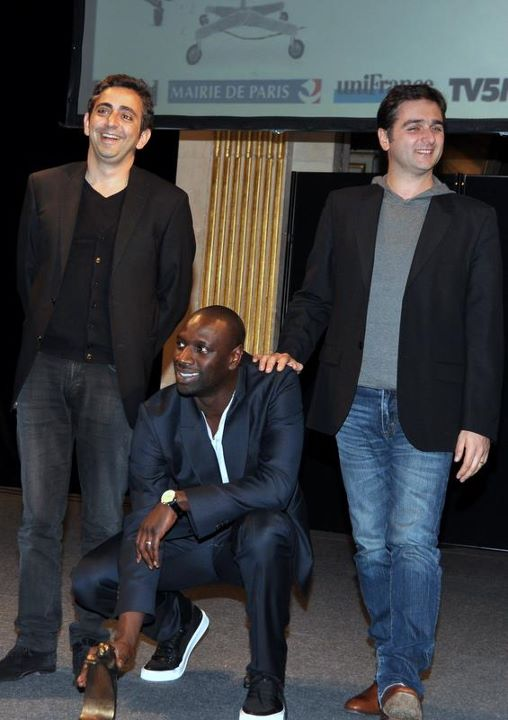
Hauptdarsteller Omar Sy mit den beiden Regisseuren Éric Toledano und Olivier Nakache 2012

Der Film startete am 2. November 2011 in den französischen und belgischen Kinos. In Frankreich wurde er 2011 mit über 19,2 Millionen Kinobesuchern zur erfolgreichsten Komödie und zum dritterfolgreichsten Film.
Am 5. Januar 2012 war Kinostart in Deutschland, Österreich und der deutschsprachigen Schweiz. Auch in Deutschland lief der Film sehr erfolgreich an. Am ersten Wochenende kamen rund 290.000 Zuschauer, wodurch Ziemlich beste Freunde in den Media-Control-Kinocharts auf Platz 2 einstieg. Eine Woche später sprang der Film mit 468.000 Besuchern an die Spitze der deutschen Kinocharts, wo er sich die nächsten Wochen halten konnte. Insgesamt sahen ihn in deutschen Kinosälen über 9 Millionen Zuschauer. In der Schweiz sahen den Film bisher über 1,4 Mio. Zuschauer. In Österreich wurden mit dem Film bei 704.000 Besuchern bisher insgesamt 4,67 Millionen Euro eingenommen.

### Kritiken
Der Film erhielt überwiegend positive Kritiken und erreichte bei Rotten Tomatoes eine Bewertung von 75 %, basierend auf 119 Kritiken. Bei Metacritic konnte ein Metascore von 57, basierend auf 31 Kritiken, erzielt werden.
Anne Facompre von Filmstarts.de bezeichnete Ziemlich beste Freunde als „schön inszeniertes und überaus berührendes Drama mit tragikomischen Untertönen, […] in dem ein schwieriges Thema mit angemessenem Ernst und dennoch mit jeder Menge Leichtigkeit angegangen wird.“ Wie zahlreiche andere Rezensenten lobte Facompre vornehmlich das Spiel der beiden Hauptdarsteller. Der Film überzeuge „in erster Linie durch seine Darsteller. Jungstar Omar Sy und François Cluzet brillieren gleichermaßen in ihren Rollen, wobei letzterer ausschließlich mit seinem Mienenspiel und seiner Stimme ein überaus vielschichtiges Porträt zeichnet, ohne die Behinderung Philippes zu sehr zu betonen. Der erfahrene Darsteller profitiert zudem von der Frische und Unbekümmertheit seines jüngeren Partners, die dem Zusammenspiel eine besondere Dynamik verleihen […] Die Beziehung der beiden prächtig harmonierenden Protagonisten ist eindeutig das Herzstück des gefühlvollen Films.“
Laut Lena Bopp von der Frankfurter Allgemeinen Zeitung vereine die Produktion „Ungleiches zart und witzig“. Obwohl das Drehbuch kaum eine Gelegenheit auslasse, sich „Kalauer zu bedienen“, sei die Komödie „rührend, ohne jemals peinlich zu sein“. Mit dem Film sei „das seltene Kunststück gelungen, aus einem schon in der Wirklichkeit vor Kitsch kaum auszuhaltenden Stoff eine Tragikomödie zu machen, die wirklich rührend und amüsant ist, ohne peinlich zu sein. Das liegt zum einen an den Leistungen der Schauspieler, dem dreiunddreißig Jahre alten Omar Sy, der Driss als einen Clown mit dem Herzen am rechten Fleck gibt […] Dass diese Aneinanderreihung von im Grunde einfachen Gags so gut funktioniert, liegt allerdings auch an dem Rhythmus, in dem sie präsentiert werden. Diesem Film ist alles Elegische fremd, dem Zuschauer bleibt keine Zeit, sich lange einzulassen auf die abwechselnd empathischen und parodistischen Momente, weil die Geschichte gleich weiterspringt, einmal gar einen unerwarteten Haken schlägt, um schließlich dort zu enden, wo wir sie erwartet haben: in einer besseren Welt.“
Der Kritiker Hans-Ulrich Pönack befand, Ziemlich beste Freunde sei der „passende Spaßfilm zur heutigen Problem-Zeit“ und der erste Kinoknüller des Jahres 2012: „Für den hiesigen Kritiker gilt zu konstatieren, es mit einem großartigen Human-Film zu tun zu haben, dessen emotionale Wirkung sich auch bei uns faszinierend wie atmosphärisch verbreitet. Denn dieser vierte gemeinsame Film von Olivier Nakache und Eric Toledano ist ein brillant gelungenes Doppelboden-Funkeln über einen köstlich ironisch-sarkastischen Zusammenprall der Kulturen. Und natürlich überzeugt er nicht zuletzt durch das gelungene Spiel seiner Darsteller: Auf der einen Seite François Cluzet, 56, der mit Regisseuren wie Claude Chabrol, Bertrand Tavernier und Robert Altman gearbeitet hat und hier seinen bewegungslosen Meisterauftritt hat. Auf der anderen Seite der 31-jährige Omar Sy als lockerer Macho-Typ Driss, der so wunderbar unangestrengt den coolen Boy herauspellt und zu Klängen von Earth, Wind & Fire ausgelassen absteppt.“
Der Welt-Autor Matthias Wulff bezeichnete Ziemlich beste Freunde als „ziemlich interessanten Film“, was zum einen an seinem „über jedes nachvollziehbare Maß“ großen Erfolg liege, zum anderen aus seinem ungewöhnlichen Humor resultiere, der insofern eher unüblich sei, „weil man über Behinderte halt keine Witze macht oder die Leute, die über Behinderte Witze machen, in aller Regel abstoßend sind […] Der Film ist so fröhlich und kurzweilig, er ist im Grunde zu schön, um wahr zu sein, dass man ihn zwangsläufig als zu seicht, zu verkitscht aburteilen könnte, aber er beruht auf einer wahren Geschichte. […] Wie im Wall Street Journal nachzulesen ist, hat der amerikanische Filmmogul Harvey Weinstein die Rechte für den Remake gekauft. Aber es wird für ihn kaum zu schaffen sein, eine so charmante und aus tiefstem Herzen lebensbejahende Geschichte noch zu übertreffen.“
Fritz Göttler von der Süddeutschen Zeitung urteilte gemäßigter. Er befand, dass der Film sich an eine bewährte Formel halte: „Kino, das sei, ausgelassene, verrückte Jungs verrückte Sachen machen zu lassen […] François Cluzet ist großartig als Philippe, unpathetisch und würdevoll, bis er seiner Depression verfällt, Omar Sy macht es sich aber ziemlich leicht mit seinen Lektionen in Lebenslust, einem Katalog des Draufgängertums. Am Ende fehlt dann die richtige beinahtragische Fallhöhe, ohne die eine Komödie nicht funktionieren kann, das heißt, ‚Intouchables‘ funktioniert als Metapher, aber nicht voll als Film.“
Emilia Roig kritisiert in ihrem Buch Why we matter, der Film reproduziere mit dem gebildeten, reichen Weißen und dem groben, einfachen, immer gut gelaunten Schwarzen, diskriminierende Rollenklischees.
In den USA wurde der Film von mehreren Kritikern als „rassistisch“ oder „beschämend“ empfunden. So urteilte David Denby von The New Yorker, der Film sei „katastrophal herablassend: Der schwarze Mann, der plump, sexy und ein großartiger Tänzer ist, befreit den gefrorenen weißen Mann. Der Film ist peinlich“ („disastrously condescending: the black man, who’s crude, sexy, and a great dancer, liberates the frozen white man. The film is an embarrassment“). Jay Weissberg von Variety meinte, die Hauptfigur werde dargestellt „als nichts weiter als ein darstellender Affe (mit all den rassistischen Assoziationen eines solchen Begriffs), der hochnäsigen weißen Leuten beibringt, wie man ‚herabsteigt‘, indem er Vivaldi durch ‚Boogie Wonderland‘ ersetzt und Bewegungen auf der Tanzfläche vorführt“ („as nothing but a performing monkey (with all the racist associations of such a term), teaching the stuck-up white folk how to get ‚down‘ by replacing Vivaldi with ‚Boogie Wonderland‘ and showing off his moves on the dance floor“). Die Ursache dafür könne darin liegen, dass Amerikaner zuerst stets prüfen, ob eine Idee oder ein Bild irgendjemanden verletzen könnte.

## Soundtrack
| Nr. | Titel                                                                | Interpret                         |
| --- | -------------------------------------------------------------------- | --------------------------------- |
| 1.  | Fly                                                                  | Ludovico Einaudi                  |
| 2.  | September                                                            | Earth, Wind & Fire                |
| 3.  | Writing Poems                                                        | Ludovico Einaudi                  |
| 4.  | The Ghetto                                                           | George Benson                     |
| 5.  | You’re Goin’ Miss Your Candyman                                      | Terry Callier                     |
| 6.  | Boogie Wonderland                                                    | Earth, Wind & Fire / The Emotions |
| 7.  | L’origine Nascosta                                                   | Ludovico Einaudi                  |
| 8.  | Feeling Good                                                         | Nina Simone                       |
| 9.  | Cache-Cache                                                          | Ludovico Einaudi                  |
| 10. | Concerto Pour 2 Violons & Orchestre in A Minor, Op. 3 No. 8: Allegro | Angelicum De Milan                |
| 11. | Una Mattina                                                          | Ludovico Einaudi                  |

## Auszeichnungen
- 2011: TIFF Award in den Kategorien „Bester Hauptdarsteller“ (François Cluzet, Omar Sy) und „Bester Film“ (Tokyo Sakura Grand Prix)[26]
- 2012: César in der Kategorie „Bester Hauptdarsteller“ (Omar Sy)[26]
- 2012: David di Donatello-Preis in der Kategorie „Bester Europäischer Film“[26]
- 2012: DIVA Publikumspreis in der Kategorie „Erfolgreichster Kinofilm 2012“[27][28][29]
- 2012: Étoile d’Or in der Kategorie „Bester männlicher Nachwuchsdarsteller“[26]
- 2012: Florida Film Critics Circle Award in der Kategorie „Bester Fremdsprachiger Film“[26]
- 2012: Phoenix Film Critics Society Award in der Kategorie „Bester Fremdsprachiger Film“[26]
- 2012: Prix Lumières in der Kategorie „Bester Darsteller“ (Omar Sy)[26]
- 2012: Sarajevo Film Festival Audience Award in der Kategorie „Bester Spielfilm“[26]
- 2012: Satellite Award in der Kategorie „Bester fremdsprachiger Film“[26]
- 2012: Southeastern Film Critics Association Award in der Kategorie „Bester fremdsprachiger Film“[26]
- 2012: Wisconsin Film Festival Audience Award in der Kategorie „Bester Film“[26]
- 2012: German Paralympic Media Award[30]
- 2013: Český lev in der Kategorie „Bester ausländischer Film“[26]
- 2013: Goldene Leinwand (mit Stern)[26]
- 2013: Goya in der Kategorie „Bester europäischer Film“[26]
- 2013: Image Award in der Kategorie „Bester internationaler Film“[26]
- 2013: Virtuoso Award (Omar Sy)[26]
- 2013: Deutscher Hörfilmpreis in der Kategorie Kinofilm

## Hörbücher
- Philippe Pozzo di Borgo: Ziemlich beste Freunde: Das zweite Leben des Philippe Pozzo di Borgo. Gelesen von Philippes deutschem Synchron-Sprecher Frank Röth. Hamburg, ISBN 978-3-8337-2939-3.

## Dokumentationen
- Ziemlich beste Freunde. Was im Leben wirklich zählt. 30-minütige Folge der Dokumentationsreihe 37 Grad im ZDF, Deutschland 2012, Erstausstrahlung am 4. Dezember 2012.

## Neuverfilmungen
Der Film wurde mehrfach neuverfilmt. 2016 wurde mit Oopiri eine indische Fassung veröffentlicht, die zugleich auch mit dem Titel Thozha auf Tamil gedreht wurde. Im gleichen Jahr wurde auch der argentinische Film Inseparables von Marcos Carnevale und mit Oscar Martínez sowie Rodrigo de la Serna gezeigt.
Eine US-amerikanische Neuverfilmung mit dem Titel Mein Bester & Ich feierte am 8. September 2017 Premiere beim Toronto International Film Festival. Die Hauptrollen spielen Bryan Cranston und Kevin Hart. Der reguläre Kinostart in den USA und Großbritannien war am 11. Januar 2019.